# Adam Szymański
Adam Szymański (pseud. A. Lach, ur. 16 lipca 1852 w Hruszniewie, zm. 6 kwietnia 1916 w Moskwie) – polski pisarz, publicysta, prawnik.

## Życiorys
W latach 1872–1877 uczęszczał do gimnazjum w Siedlcach. Ukończył studia prawnicze na Cesarskim Uniwersytecie Warszawskim do 1877 roku. Był więziony w X Pawilonie Cytadeli Warszawskiej w latach 1878–1879 za działalność w Rządzie Narodowym, a także zapewne za założenie i prowadzenie wraz z Janem Ludwikiem Popławskim Związku Synów Ojczyzny od 1877, następnie zesłany na Syberię, gdzie prowadził m.in. badania geograficzne, a także badania etnograficzne nad Jakutami. Początkowo przebywał w Jakucku, od 1882 roku w Kireńsku i Bałagańsku. Od 1885 lub 1886 roku mógł przebywać, dzięki Lorisowi Melikowi w europejskiej części Rosji poza terenami dawnej Polski. W tym samym roku został członkiem Cesarskiego Rosyjskiego Towarzystwa Geograficznego. Powrócił z Syberii w 1895 roku, zamieszkał w Warszawie, a od 1902 mieszkał w Krakowie. W latach 1904–1913 wydawał i redagował czasopismo "Reforma Szkolna". Jego "Szkice" zostały przetłumaczone na prawie wszystkie języki europejskie. Mąż Nadieżdy Smeckiej, miał jednego syna, Jana (1881–1953), który odziedziczył po ojcu bibliotekę.  Pochowany w Moskwie. 
Materiały archiwalne Adama Szymańskiego znajdują się w PAN Archiwum w Warszawie pod sygnaturą III-24. 

## Twórczość (wybór)
- Srul z Lubartowa (1885) - opowiadanie, weszło w skład tomu Szkice, pierwodruk w czasopiśmie "Kraj" -  wydanie z roku 1897 na Wikiźródłach
- Szkice (1916) - opowiadania
- Jak siać, aby i praca ludzka, i ziarno nie szły na marne? : ważne wiadomości o siewie dla użytku i najmniejszych, i największych gospodarstw : z wieloma rysunkami i z wiadomością o siewnikach wędrownych (1894)
- Unter Ansiedlern und Verschickten (pol. Wśród osadników i deportowanych)(1894)
- Maciej Mazur: szkic z Syberyi  (1904) - pamiętniki
- Wśród Słoweńców: szkice z życia uspolecznionych pobratymców  (1907)
- Z jakuckiego Olimpu: baśń  (1910)
- Aksinja: Opowiadanie z życia moskiewskiej Lechii  (1911)
- Lew Tołstoj: Istota jego działalności  (1911) - broszura, zaw. "zagajenie" ku czci pisarza

## Książki o autorze
- Hanna Maria Małgowska: Adam Szymański a rosyjscy epicy wygnania: analogie i różnice. Olsztyn: Wyższa Szkoła Pedagogiczna w Olsztynie, 1989. Brak numerów stron w książce
- Bogdan Burdziej: Inny świat ludzkiej nadziei: "Szkice" Adama Szymańskiego na tle literatury zsyłkowej. Nakładem autora, 1991. Brak numerów stron w książce